# Merrimac (Wisconsin)
Merrimac és una població dels Estats Units a l'estat de Wisconsin. Segons el cens del 2000 tenia 416 habitants.

## Demografia
Segons el cens del 2000, Merrimac tenia 416 habitants, 166 habitatges, i 120 famílies. La densitat de població era de 211,3 habitants per km².
Dels 166 habitatges en un 31,9% hi vivien nens de menys de 18 anys, en un 59,6% hi vivien parelles casades, en un 9% dones solteres, i en un 27,7% no eren unitats familiars. En el 24,7% dels habitatges hi vivien persones soles el 9,6% de les quals corresponia a persones de 65 anys o més que vivien soles. El nombre mitjà de persones vivint en cada habitatge era de 2,51 i el nombre mitjà de persones que vivien en cada família era de 2,91.
Per edats la població es repartia de la següent manera: un 24,8% tenia menys de 18 anys, un 5,5% entre 18 i 24, un 27,4% entre 25 i 44, un 26% de 45 a 60 i un 16,3% 65 anys o més.
L'edat mediana era de 41 anys. Per cada 100 dones de 18 o més anys hi havia 95,6 homes.
La renda mediana per habitatge era de 41.250 $ i la renda mediana per família de 42.656 $. Els homes tenien una renda mediana de 27.361 $ mentre que les dones 25.357 $. La renda per capita de la població era de 19.091 $. Aproximadament el 3,4% de les famílies i el 3,1% de la població estaven per davall del llindar de pobresa.

## Poblacions més properes
El següent diagrama mostra les poblacions més properes.